# ميرتون ميلر
ولد مارتن ميللر (Merton H. Miller) في بوسطن ماساشوستس في 1923 وكان والده محاميا تخرج من جامعة هارفارد, وقد تابع ميللر مسيرة والدة فالتحق بهارفارد في عام 1940 وتخرج في عام 1943 بامتياز الفئة الأولي 1944 وكان من زملائة روبرت سولو (نوبل في الاقتصاد 1987) وخلال سنوات الحرب كان يعمل خبير اقتصادي أول في قسم الضرائب التابع لوزاره الخزانة في الولايات المتحدة ثم في قسم البحوث والإحصاء لمجلس محافظي الاحتياطى الفيدرالى.
في عام 1949 قرر العودة إلى المدرسة العليا واختار جامعة جونز هوبكنز في بالتيمور التي عمل بها بعد حصولة علي الدكتوراة في عام 1952.ثم عمل كأستاذ مساعد في كلية لندن للاقتصاد 1952-1953. ومن هناك توجه إلى معهد كارنيجي للتكنولوجيا وكان من زملائة في كارنيجي هربرت سيمون (نوبل للاقتصاد 1978) وفرانكو موديغلياني (نوبل للاقتصاد 1985). موديغلياني.في عام 1961 ترك كارنيجي ليعمل بكلية التجارة في جامعة شيكاغو ثم أستاذ زائر في جامعة لوفين في بلجيكا خلال 1966-1967. وهو من انصار السوق الحرة كحل للمشاكل الاقتصادية التقليدية ويتفق معه في ذلك ميلتون فريدمان (1976) وثيودور شولتز (1979) وجورج ستجللر (1982). ميرتون ميلر قد توفي في 3 حزيران / يونية 2000.
الحياة المهنية
أحدالاقتصاديين الأكثر نفوذاً في القرن العشرين، والأكثر تأثيراً في مجال التمويل والتي احدثت ثورة في الأقتصاد المالي من خلال أعماله في:
-  تمويل الشركات
- هيكل رأس المال
- تكلفة رأس المال
حصل على جائزة نوبل في العلوم الاقتصادية في عام 1990.
ركزت أبحاث ميلر المبكر على العلاقة بين تمويل الشركات وقرارات الاستثمار، وقام بتطوير نظرية جديدة لهيكل رأس المال تتحدى التفكير السائد بذلك الوقت.
أظهر عمله أن قيمة الشركة لم تتأثر بهيكل رأس المال، كما يعتقد الكثيرون، بل بأصولها الأساسية وإمكانات الأرباح.
```
ولها آثار بعيدة المدى على مجال التمويل، مما يؤثر على كل شيء بدءا من عمليات دمج الشركات والاستحواذ إلى السياسة الحكومية. ساعد عمله في تأسيس الانضباط الحديث للاقتصاد المالي ومهد الطريق للبحث المستقبلي في هذا المجال.
```

مهد عمله الطريق لرؤى جديدة حول دور التمويل في المجتمع.
نظرية هيكل رأس المال
- تعتبر مساهمته في نظرية هيكل رأس المال أحد أهم التحديثات في مجال الاقتصاد المالي.
- غيرت افكاره الطريقة التي ينظر بها الاقتصاديون والمستثمرون الى العلاقة بين قرارات تمويل الشركة وقيمتها.
نقض ميلر الفكرة السائدة بأن الشركة يمكنها تحسين قيمتها من خلال إيجاد التوازن الصحيح بين الديون وتمويل الأسهم.
- جادل ميلر بنظريته بأنه في عالم مثالي بدون ضرائب أو تكاليف إفلاس، ستكون قيمة الشركة مستقلة عن هيكلها الرأسمالي. وبعبارة أخرى، لا يهم ما إذا كانت الشركة تم تمويلها بالكامل عن طريق الديون أو بالكامل عن طريق الأسهم ؛ستبقى قيمتها الإجمالية كما هي.
أهمية مساهمة ميلر في نظرية هيكل رأس المال
1. نظرية Modigliani-miller: طور ميلر، إلى جانب فرانكو موديلياني، نظرية Modigliani-Miller. تنص هذه النظرية على أنه في ظل افتراضات مثالية معينة، يتم تحديد قيمة الشركة فقط من خلال قوتها الكسب وخطر أصولها الأساسية وهي مستقلة عن الطريقة التي تختارها بتمويل استثماراتها أو توزيع أرباحها. تعتبر هذه النظرية واحدة من أكثر المفاهيم الأساسية في التمويل ولا تزال تدرس وتطبيقها على نطاق واسع.
2. لا صلة له بنية رأس المال: أظهرت أبحاث ميلر أنه في عالم لا توجد ضرائب أو تكاليف إفلاس، لا تؤثر الطريقة التي يتم تمويل الشركة على قيمتها الإجمالية. هذا يعني أنه يمكن تمويل الشركة بالكامل عن طريق الديون أو بالكامل عن طريق الإنصاف، وستظل قيمتها الإجمالية كما هي. طعنت هذه البصيرة في التفكير التقليدي في ذلك الوقت وأجبر الاقتصاديون على إعادة النظر في افتراضاتهم حول كيفية تمويل الشركات.
3. الضرائب وتكاليف الإفلاس: في حين أظهرت أبحاث ميلر أن هيكل رأس المال غير ذي صلة في عالم مثالي، فقد أدرك أيضاً أن الضرائب وتكاليف الإفلاس موجودة في العالم الحقيقي. في وجود هذه العوامل، يعتمد هيكل رأس المال الأمثل للشركة على مجموعة من العوامل، بما في ذلك ملفها الشخصي، ومعدل الضريبة، وتكلفة الديون وتمويل الأسهم. أبرز عمل ميلر أهمية النظر في العوامل الواقعية عند اتخاذ قرارات التمويل.
4. هيكل رأس المال والإشارة: أظهرت أبحاث ميلر أيضاً أن قرارات تمويل الشركة يمكن أن تشير إلى معلومات مهمة للمستثمرين. على سبيل المثال، إذا قامت الشركة بإصدار حقوق ملكية جديدة، فقد يتم تفسيرها على أنها إشارة إلى أن إدارة الشركة تعتقد أن أسهمها مبالغ فيها. وبالمثل، إذا قامت الشركة بإصدار ديون جديدة، فقد يتم تفسيرها على أنها إشارة إلى أن إدارة الشركة تعتقد أن لديها فرص استثمارية قيمة تريد تمويلها. أبرز عمل ميلر أهمية النظر في آثار إشارات قرارات التمويل.
بشكل عام، كانت مساهمة ميرتون ميلر في نظرية هيكل رأس المال بمثابة تغيير في مجال الاقتصاد المالي. طعن عمله في التفكير التقليدي في كيفية تمويل الشركات وإجبار الاقتصاديين على إعادة النظر في افتراضاتهم حول العلاقة بين قرارات تمويل الشركة وقيمتها. واليوم، لا تزال رؤىه تدرس وتطبيقها من قبل الاقتصاديين والمستثمرين في جميع أنحاء العالم.
مساهمات أخرى في الاقتصاد المالي
لم تقتصر مساهمات ميرتون ميلر في الاقتصاد المالي على نظرية Modigliani-miller. كان لعمله تأثير كبير على مختلف مجالات التمويل. كانت إحدى مساهماته في مجال تمويل الشركات، حيث درس العلاقة بين هيكل رأس المال للشركة وقيمتها. وقال إن قيمة الشركة لا تتأثر بهيكل رأس المال، بل بالتدفقات النقدية التي تولدها. تُعرف هذه النظرية باسم نظرية الرأسمالية. مجال آخر حيث قدم ميلر مساهمات كبيرة في دراسة تسعير الخيارات. قام بتطوير نموذج لتقييم الخيارات، والتي تُعرف الآن باسم نموذج Black-Scholes-merton. أصبح هذا النموذج هو المعيار لتقييم الخيارات في الأسواق المالية.
فيما يلي بعض المساهمات الأخرى التي قدمها ميرتون ميلر للاقتصاد المالي:
1. نموذج تسعير الأصول الرأسمالية (CAPM): كان Merton Miller أحد رواد CAPM، وهو نموذج يستخدم لتحديد العودة المتوقعة للأصل. يأخذ النموذج في الاعتبار معدل خالي من المخاطر، والعائد المتوقع في السوق، وبيتا الأصول. تم استخدام CAPM على نطاق واسع في التمويل وهو أداة أساسية لإدارة المحافظ.
2. فرضية السوق الفعالة (EMH): كانت Merton Miller مدافعاً قوياً عن EMH، والتي تنص على أن الأسواق المالية فعالة وأن أسعار الأصول تعكس جميع المعلومات المتاحة. كانت هذه النظرية موضوع الكثير من النقاش، حيث يجادل البعض بأن الأسواق ليست فعالة دائماً. ومع ذلك، لا يزال EMH مفهوماً أساسياً في التمويل.
3. التمويل السلوكي: قدم ميرتون ميلر أيضاً مساهمات في مجال التمويل السلوكي، والذي يدرس كيف يؤثر السلوك البشري على الأسواق المالية. وقال إن المستثمرين ليسوا عقلانيين دائماً وأن سلوكهم يمكن أن يؤدي إلى عدم كفاءة السوق. اكتسبت هذه النظرية شعبية في السنوات الأخيرة، حيث يدرس العديد من الباحثين آثار العواطف والتحيزات على اتخاذ القرارات المالية.
باختصار، تمتد مساهمات ميرتون ميلر في الاقتصاد المالي إلى ما وراء نظرية Modigliani-Miller. كان لأعماله تأثير كبير على تمويل الشركات، وأسعار الخيارات، وغيرها من مجالات التمويل. أصبحت أفكاره أدوات أساسية لإدارة المحافظ، ولا تزال نظرياته تدرسها ومناقشتها من قبل الباحثين في هذا المجال.

## روابط خارجية
- ميرتون ميلر على موقع الموسوعة البريطانية (الإنجليزية)
- ميرتون ميلر على موقع مونزينجر (الألمانية)
- ميرتون ميلر على موقع إن إن دي بي (الإنجليزية)